# Коломацька селищна територіальна громада
Коломацька селищна територіальна громада — територіальна громада в Україні, в Богодухівському районі Харківської області. Адміністративний центр — селище Коломак.
Площа громади — 329,5 км², населення — 7028 мешканців (2017).
Утворена 19 липня 2017 року шляхом об'єднання всіх селищних та сільських рад Коломацького району.
19 липня 2020 року, в результаті адміністративно-територіальної реформи та ліквідації Коломацького району, громада увійшла до складу Богодухівського району.

## Населені пункти
До складу громади входять 1 селище (Коломак) і 33 села: Андрусівка, Бардаківка, Білоусове, Бондарівка, Бровкове, Вдовичине, Ганнівка, Гладківка, Григорівка, Гришкове, Гуртовівка, Дмитрівка, Каленикове, Крамарівка, Кисівка, Латишівка, Логвинівка, Миколаївка, Мирошниківка, Нагальне, Новоіванівське, Панасівка, Пащенівка, Петропавлівка, Підлісне, Покровка, Прядківка, Різуненкове, Сургаївка, Трудолюбівка, Шелестове, Шляхове та Явтухівка.